# Tossa de Mar
Tossa de Mar és una vila i municipi de la comarca de la Selva, anomenada simplement Tossa fins al 1985. És una part de l'anomenada Selva Marítima i —a tocar de les comarques del Baix Empordà i el Gironès— limita amb els municipis de Lloret de Mar, Vidreres, Caldes de Malavella, Llagostera i Santa Cristina d'Aro. Tossa de Mar és una de les poblacions emblemàtiques de la Costa Brava. La bellesa de les seves platges i boscos, i del seu patrimoni històric i cultural, fan d'aquest indret un punt de referència obligat per al turisme.

## Geografia
- Llista de topònims de Tossa de Mar (Orografia: muntanyes, serres, collades, indrets..; hidrografia: rius, fonts...; edificis: cases, masies, esglésies, etc).

El terme de Tossa de Mar està inclòs en una vall, aïllada dels municipis veïns pels cims del Massís de Cadiretes - l'Ardenya (Puig de Cadiretes de 519 m, Turó d'en Rosell de 340 m i d'altres), on està plenament integrada (més de 2.600 Ha es troben dins l'àmbit del PEIN del Massís de Cadiretes). El relleu és abrupte, amb pendents superiors al 20 %, i la proximitat dels turons al mar determina un litoral abrupte, amb un munt de penya-segats i petites cales, moltes de les quals són de difícil accés.
| Vidreres, Caldes de Malavella | Llagostera | Santa Cristina d'Aro |
| Lloret de Mar                 |            |                      |
|                               |            | Mar Mediterrània     |

### Muntanyes
- La Modeguera (277,5 m).[2] 41° 45′ 56.06″ N, 2° 54′ 34.68″ E / 41.7655722°N,2.9096333°E
- Marmoló (295,1 m).[2] 41° 45′ 46.81″ N, 2° 53′ 36.54″ E / 41.7630028°N,2.8934833°E
- Montllor (470,4 m).[2] 41° 45′ 9.061″ N, 2° 55′ 47.77″ E / 41.75251694°N,2.9299361°E
- Montllor Petit (403,4 m).[2] 41° 45′ 2.004″ N, 2° 55′ 15.21″ E / 41.75055667°N,2.9208917°E
- Penya de Cols (384,2 m).[2] 41° 46′ 23.53″ N, 2° 54′ 29.73″ E / 41.7732028°N,2.9082583°E
- Puig de l'Abella (241,6 m).[3][4] 41° 42′ 53.01″ N, 2° 53′ 28.88″ E / 41.7147250°N,2.8913556°E
- Puig s'Agulla (139 m).[2] 41° 44′ 23.90″ N, 2° 57′ 19.58″ E / 41.7399722°N,2.9554389°E
- Puig de la Borrassa (336 m).[2] 41° 45′ 4.944″ N, 2° 52′ 38.56″ E / 41.75137333°N,2.8773778°E (frontera amb Vidreres)
- Puig de les Cadiretes (518,7 m).[5] 41° 45′ 26.23″ N, 2° 55′ 41.80″ E / 41.7572861°N,2.9282778°E (frontera amb Llagostera)
- Puig Castellet (248,9 m).[2][6]41° 45′ 21.80″ N, 2° 54′ 29.34″ E / 41.7560556°N,2.9081500°E
- Puig Garrigar (167 m).[2] 41° 44′ 29.29″ N, 2° 56′ 52.87″ E / 41.7414694°N,2.9480194°E
- Puig Gros (128 m).[2] 41° 46′ 0″ N, 2° 53′ 0″ E / 41.76667°N,2.88333°E
- Puig Nau (227,2 m).[2] 41° 43′ 59.39″ N, 2° 56′ 13.37″ E / 41.7331639°N,2.9370472°E
- Puig d'en Pela (157,9 m).[2] 41° 43′ 38.73″ N, 2° 56′ 32.29″ E / 41.7274250°N,2.9423028°E
- Puig Pollastre (128,7 m).[2] 41° 44′ 12.92″ N, 2° 54′ 11.55″ E / 41.7369222°N,2.9032083°E
- Puig Sabot (212,8 m).[2] 41° 44′ 21.58″ N, 2° 53′ 14.70″ E / 41.7393278°N,2.8874167°E
- Puig de Taneca (111,7 m).[2] 41° 43′ 52.65″ N, 2° 54′ 8.610″ E / 41.7312917°N,2.90239167°E

## Demografia
| Entitat de població    | Habitants (2023) |
| Tossa de Mar           | 5.621            |
| Santa Maria de Llorell | 336              |
| Salionç                | 87               |
| Canyelles              | 64               |
| Sant Eloi              | 27               |
| Martossa               | 21               |
| la Pola i Giverola     | 21               |
| la Cala Llevador       | 15               |
| la Fermina             | 7                |
| Sant Grau              | 7                |
| Font: Idescat          |                  |

| 1497 f | 1515 f | 1553 f | 1717 | 1787  | 1857  | 1877  | 1887  | 1900  | 1910  |
| ------ | ------ | ------ | ---- | ----- | ----- | ----- | ----- | ----- | ----- |
| 68     | 80     | 102    | 564  | 1.303 | 2.006 | 2.105 | 1.894 | 1.716 | 1.730 |

| 1920  | 1930  | 1940  | 1950  | 1960  | 1970  | 1981  | 1990  | 1992  | 1994  |
| ----- | ----- | ----- | ----- | ----- | ----- | ----- | ----- | ----- | ----- |
| 1.644 | 1.442 | 1.410 | 1.339 | 1.778 | 2.515 | 2.969 | 3.754 | 3.595 | 3.595 |

| 1996  | 1998  | 2000  | 2002  | 2004  | 2006  | 2008  | 2010  | 2012  | 2014  |
| ----- | ----- | ----- | ----- | ----- | ----- | ----- | ----- | ----- | ----- |
| 3.853 | 4.016 | 4.195 | 4.608 | 5.001 | 5.414 | 5.845 | 5.976 | 5.952 | 5.681 |

| 2016  | 2018  | 2020  | 2022  | 2024  | 2026 | 2028 | 2030 | 2032 | 2034 |
| ----- | ----- | ----- | ----- | ----- | ---- | ---- | ---- | ---- | ---- |
| 5.498 | 5.584 | 5.818 | 5.956 | 6.274 | -    | -    | -    | -    | -    |

## Història

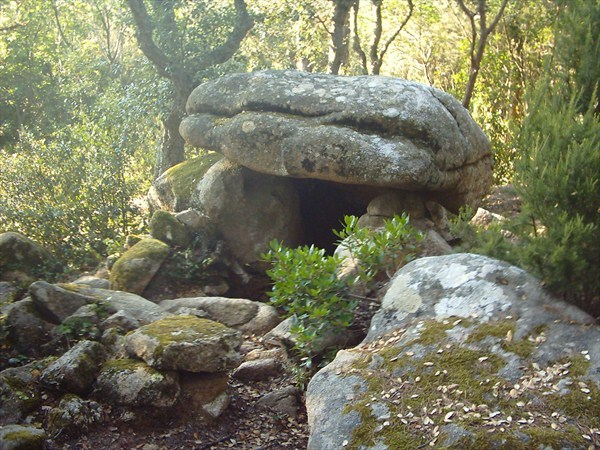
Paradolmen d'en Garcia.

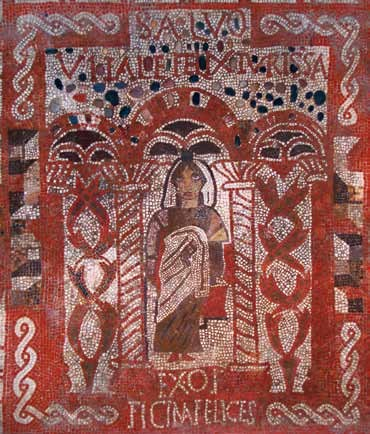
Mosaic de la Vil·la Romana dels Ametllers.

La presència humana a la vall de Tossa ha estat confirmada pels jaciments arqueològics excavats a la zona del Massís de Cadiretes, com el paradolmen de Pedra Sobre Altra o el Paradolmen d'en Garcia, alguns dels quals han estat datats entre el 2500 aC i el 1800 aC.

Les descobertes de la vil·la romana dels Ametllers —i, més modernament, les del Mas Carbotí i Ses Alzines— confirmen que l'indret havia estat habitat en època romana. A la vil·la romana dels Ametllers, descoberta per Iganasi Melé i Farré l'any 1921, es descobriren uns interessants mosaics actualment conservats al Museu Municipal de Tossa de Mar, entre moltes altres troballes. El primer esment de Tossa a l'edat mitjana és del 881, quan en un diploma de l'emperador Carlemany, a favor del bisbe Teotari, apareix en la forma Tursam.
L'any 966 reapareix en un document on els marmessors del comte Miró I de Barcelona fan donació al monestir de Ripoll de l'alou de Tossa. Fins aleshores, la vall de Tossa havia format part de la mateixa unitat administrativa que Llagostera. Al mateix document figuren «dues parròquies», la de Sant Vicenç i la de Sant Lionç. La primera amb tota certesa correspon a l'actual ermita de Sant Benet, terra endins de la vall de Tossa. La segona va desaparèixer ja en època alt-medieval i es desconeix el seu emplaçament. A la donació també es fa referència al puig o roca Paula, avui dit turó de Pola, indret habitat des de molt antic on hom hi erigí una torre de guaita de la qual avui en resta encara algun fragment.
Sembla que inicialment la senyoria del monestir sobre Tossa no fou prou respectada pels comtes: els anys 1096 i 1097, els comtes Berenguer Ramon II i Ramon Berenguer III confirmaven novament llurs drets, ratificats el mateix 1097 per una butlla del papa Urbà II.

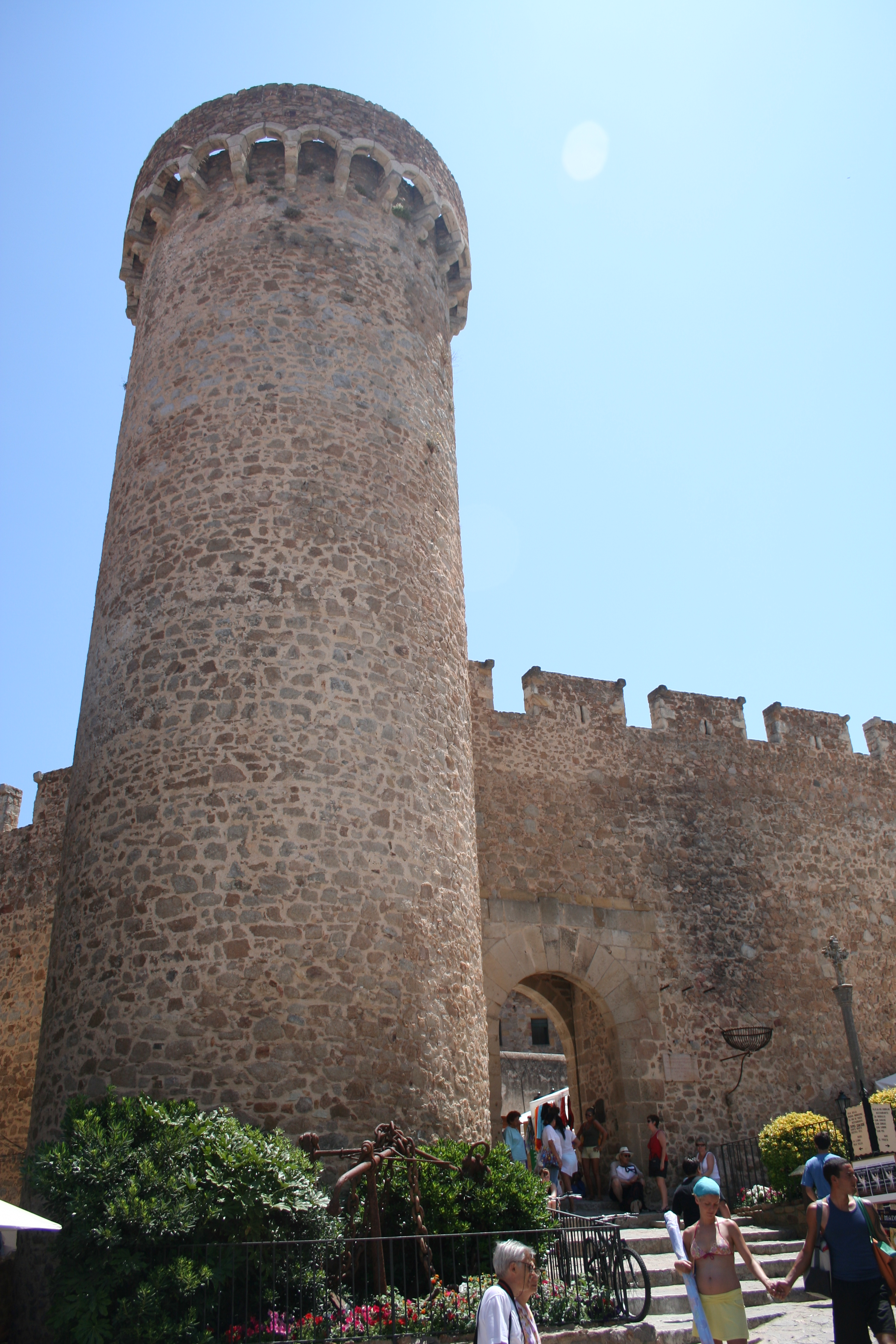
La Torre de Ses Hores i el portal d'entrada a la Vila Vella.

El 1186 l'abat de Ripoll Ramon de Berga feia erigir la Muralla de Tossa al lloc dit Mont Guardí (Montis Guardini, actual Cap de Tossa) i dictava una sèrie de disposicions, que constitueixen una veritable carta de poblament, per les quals concedia als habitants la facultat de construir cases dins i fora del recinte fortificat (cosa que explica la formació de la Vila Vella) i regulava les relacions de dependència amb el monestir. Malgrat que alliberava els tossencs dels mals usos, era molt rigorosa en l'exercici dels drets senyorials, sobretot pel que fa a la pesca, precisament la principal ocupació dels veïns.
Aviat començaren els conflictes derivats de la interpretació d'aquest punt i els pescadors de la costa no dependents del monestir (de Sant Feliu de Guíxols, Palafrugell, etc.) es resistiren a satisfer els delmes i la lleuda de la pesca efectuada dins el terme de Tossa, però Ripoll aconseguí d'Alfons el Cast (1189) un privilegi.
Aquesta situació perdurà pràcticament fins a la fi de l'Antic Règim i els moviments de resistència dels veïns de Tossa que es produïren al llarg dels segles culminaren en un plet presentat a mitjan segle xviii contra els antics drets i prerrogatives senyorials del monestir de Ripoll; el 1764 el Consell de Castella confirmava els delmes del monestir, però emparant-se en les disposicions sobre llibertat de comerç promulgades per Carles III d'Espanya, els veïns aconseguiren el 1784 una carta reial que suprimia l'exacció del delme. Els habitants de Tossa encara promogueren un nou plet el mateix 1784 davant l'Audiència de Barcelona.
D'altra banda, la donació que feu Jaume el Just al seu cunyat Ot de Montcada el Vell del castell de Tossa en franc alou, juntament amb tota una altra colla d'importants donacions (que després formaren la baronia de Llagostera), motivà protestes dels abats ripollesos; que foren els qui exerciren, de fet, la jurisdicció. Des de mitjan segle xiv, el monestir va concedir la batllia —al càrrec de batlle fou unit el de castlà i batlle de sac— a successives famílies: primer als Soler (Bernat i el seu fill Arnau) i el 1371 passà als Riera per venda; després passà per matrimoni als Vern (1659) i aviat, també per matrimoni, als Falguera.
L'emplaçament de la població, apartada de les principals vies de comunicació, potser explica que Tossa no participés destacadament en els conflictes bèl·lics que s'esdevingueren a Catalunya. Havia sofert un atac de la flota francesa de Felip III l'Ardit el 1285, en la croada contra Catalunya, i com tantes altres poblacions costaneres sofrí els atacs dels pirates barbarescos i turcs, que han quedat en part reflectits en la toponímia (cala Morisca, torrent dels Moros). La vila fortificada serví de refugi no solament als veïns de Tossa, sinó també als d'extramurs i als forasters. A partir de la fi del segle xvi, la pirateria minvà i la població saltà les muralles per anar-se endinsant vers el pla. Al segle xviii, hom bastí la nova església parroquial extramurs.
Al segle xviii, el castell tenia dues bateries i quatre canons per a la defensa de la costa, però al començament del segle xix la torre principal del castell fou convertida en molí. Actualment, al seu emplaçament hi ha el far de Tossa. El 1931, el recinte de la Vila Vella fou declarat monument nacional i se n'inicià la restauració.

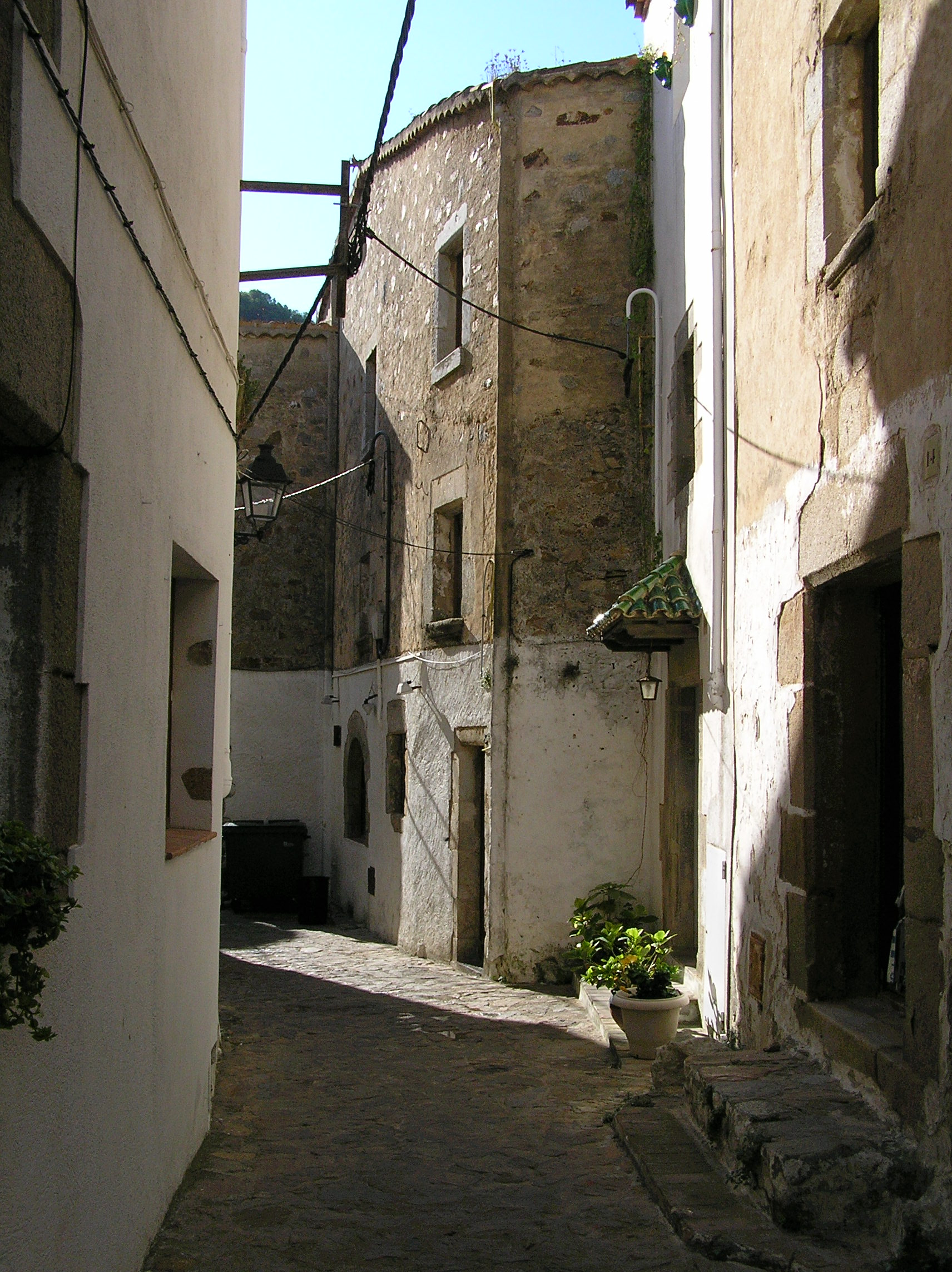
Carrer del Codolar, al barri de la Roqueta.

## Llocs d'interès

### Vil·la Romana dels Ametllers
La vil·la romana dels Ametllers és una de les més importants de Catalunya. De grans dimensions, va ser fundada al segle I aC i es va mantenir activa fins als segles V o VI dC. Consta de dues parts: la part alta era la zona residencial, una mansió luxosa on hi vivien els propietaris i que comptava amb les seves pròpies termes. Hi ha mosaics del segle III-IV, alguns conservats in situ i altres al Museu Municipal. La part baixa, separada per un mur de cinc metres, era la zona de producció, amb quatre premses de vi i una cisterna on es recollia el most. També s'hi produïen oli i salaons, entre d'altres. Va ser descoberta l'any 1914 pel doctor Ignasi Melé i Farré i s'hi han fet diverses excavacions. Pels mosaics se sap que cap al segle v va ser habitada per Vitalis. També hi ha inscrit el nom de Turissa, precedent de l'actual Tossa. Al Museu Municipal es conserven moltes troballes extretes en les excavacions a més dels valuosos mosaics.

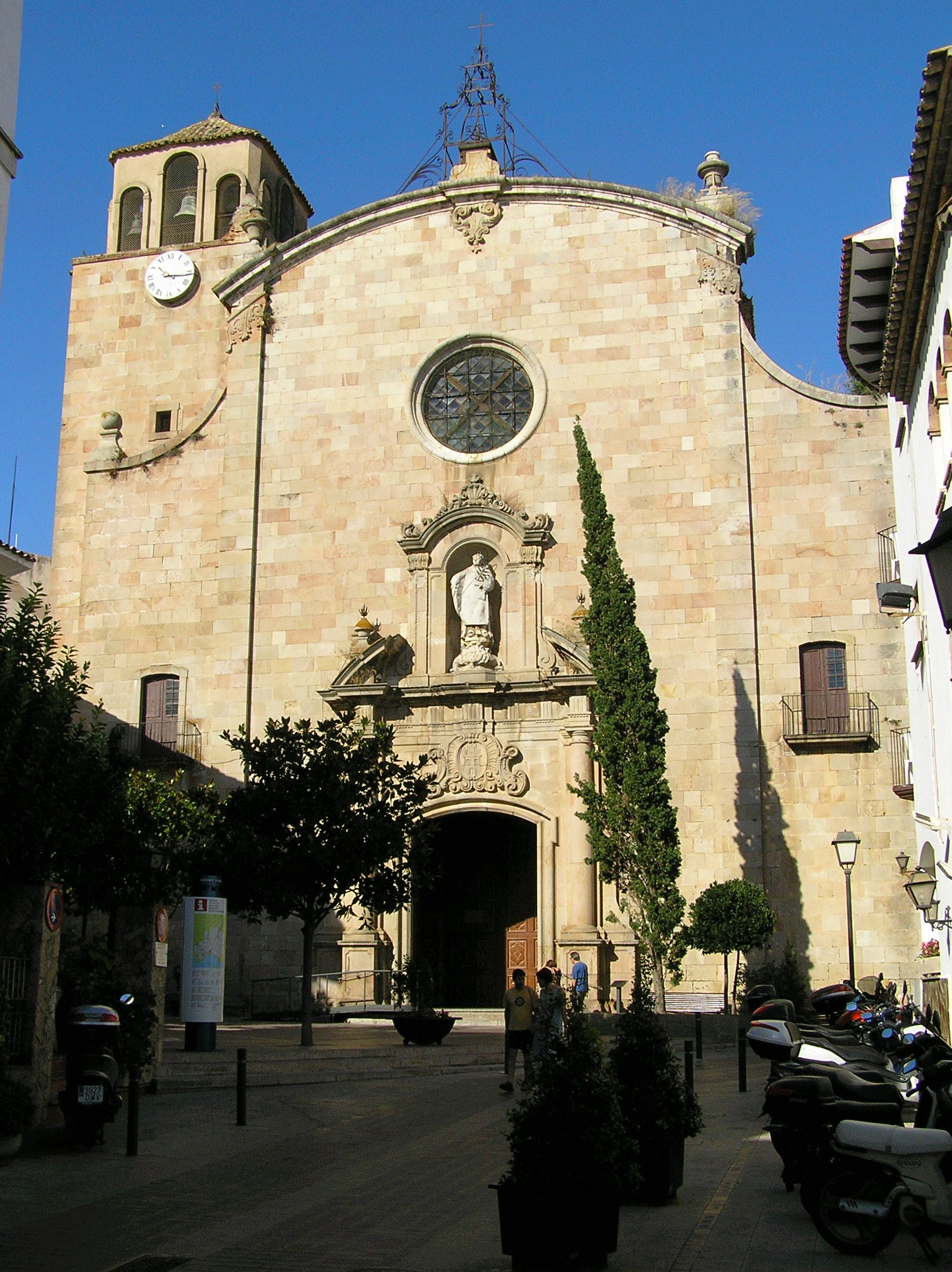
Façana de l'església parroquial, notable monument neoclàssic.

Aquest mosaic de Vitalis va ser signat per Fèlix, que el va fer al seu taller (Ex officina felices).

### La Vila Vella
La Vila Vella de Tossa és l'únic exemple de població medieval fortificada que encara existeix a la costa catalana i que va ser declarat Monument Històric Artístic Nacional l'any 1931, es troba dins d'un recinte emmurallat construït entre els segles xii i xiv, com a defensa pels problemes amb la pirateria, se'n conserva gairebé la totalitat del perímetre original i tres grans torres cilíndriques anomenades des Codolar, de ses Hores i d'en Joanàs. Dins la Vila Vella està emplaçat el Museu Municipal de Tossa (MMdT), a l'anomenada Casa Falguera (s. xiv) o cal Governador, un dels museus d'art contemporani més antics (1935). Aquest museu conté obres de grans artistes, com Marc Chagall, Jean Metzinger, André Masson, Georges Kars, Oscar Zügel, els catalans Rafael Benet, Josep Mompou, Pere Creixams, Enric Casanovas, Emili Bosch-Roger, entre d'altres; molts dels quals passaren temporades a la vila els anys trenta i alguns fins i tot en la postguerra, formant-hi una mena d'Escola de Tossa.

### La Vila Nova
Desenvolupada el segle xviii, fora muralla, a partir del barri de la Roqueta, just al costat del portal de la muralla, hi destaca l'església parroquial, un monumental edifici neoclàssic construït entre els anys 1775 i 1776, i l'antic Hospital, d'estil barroc, ara seu de la Casa de Cultura. 

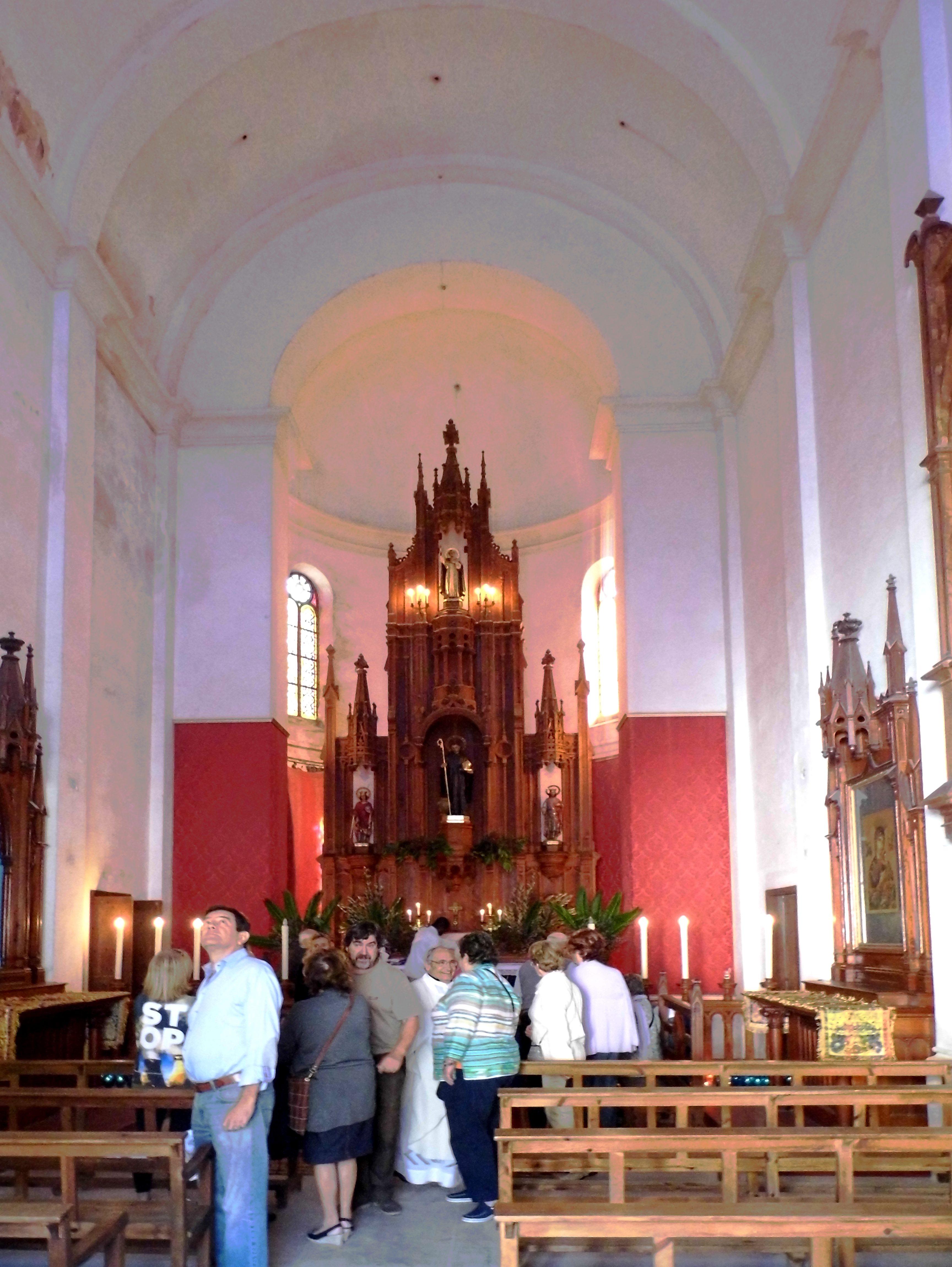
Interior del Santuari de Sant Grau.

### Sant Grau d'Ardenya

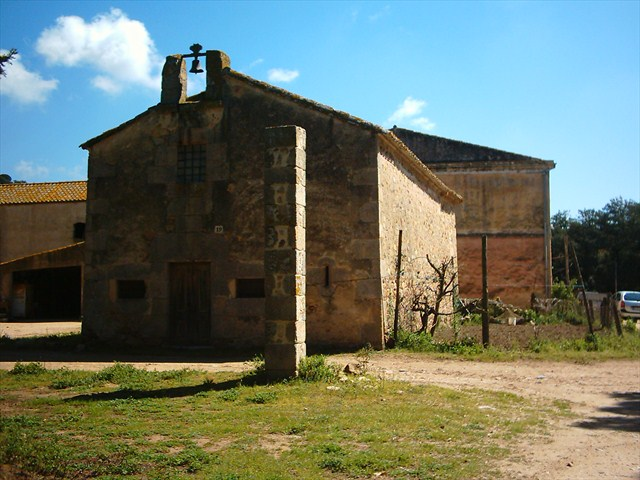
Ermita de Sant Benet.

El santuari de Sant Grau d'Ardenya s'aixeca als vessants del massís de Cadiretes presidint la retallada costa i dominant uns esplèndida panoràmica sobre la mediterrània. Esmentat ja el 1411, el bisbe Bernat de Pau (1436-1457) afirma que un anacoreta anomenat Jaume Corbera restaurà una ermita ja existent. El seu origen, però, presenta diversos interrogants: Joseph de Monpalau refereix la llegenda que el propi sant Guerau d'Orlhac, ja mort, s'aparegué als tossencs convidant-los a fundar una ermita en aquell paratge per a custodiar les seves restes. Segons Enric Claudi Girbal la construcció seria un encàrrec de la reina Maria de Montpeller, muller de Pere el Catòlic i mare de Jaume I. Molt deteriorat degut a la Guerra del Francès, l'actual edifici fou reconstruït el 1882. Algun investigador suggereix la possibilitat que el santuari ocupés el mateix emplaçament que l'antiga parròquia de Sant Lionç, documentada l'any 966 i perduda poc temps després. Al santuari s'hi celebra un popular aplec el 13 d'octubre.

### Sant Benet
Antiga ermita situada al costat de la masia del mateix nom. Gairebé amb tota seguretat fou la primitiva església parroquial de Sant Vicenç, documentada des de l'any 996, al voltant de la qual s'estructurà la Tossa altmedieval gràcies al seu emplaçament allunyat dels perills de la costa. L'edifici actual és d'una nau amb absis rectangular, teulada a dues aigües i campanar d'espadanya. El portal és de llinda recta monolítica. Al juliol s'hi celebra un popular aplec.

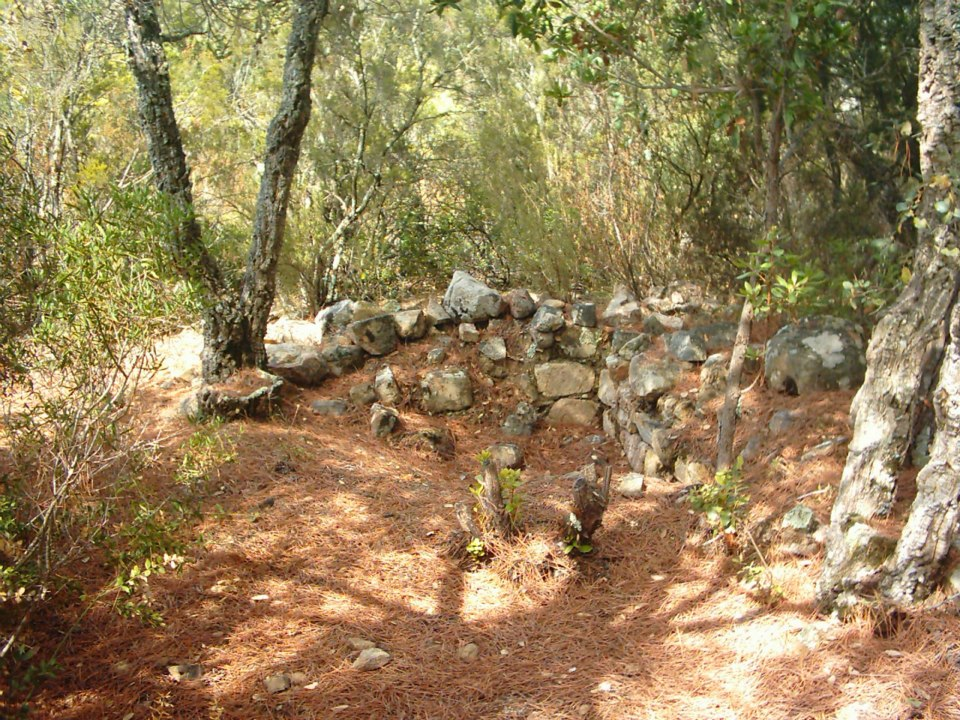
Restes de l'església de Vilademont.

### Vilademont
És un dels indrets més enigmàtics de Tossa. La tradició hi situa l'amagatall on els tossencs de l'alta edat mitjana, centrats al voltant de la primitiva parròquia de St. Vicenç (actualment l'ermita de Sant Benet) es refugiaven en cas de perill abans de l'establiment de la Vila Vella al segle xii. Hi romanen les restes d'una petita església de la qual se'n desconeix l'advocació, però no s'hi ha trobat cap altre indici d'ocupació humana. Al cim d'un turó proper a Vilademont, el Gorg Gitano, hi resta el basament d'una gran torre rectangular que centrava el sistema defensiu d'aquells segles i podia servir d'últim refugi en cas de necessitat. 

- Centre d'Interpretació dels Fars de la Mediterrània, al Far de Tossa.[14]

## La tradició del Pelegrí

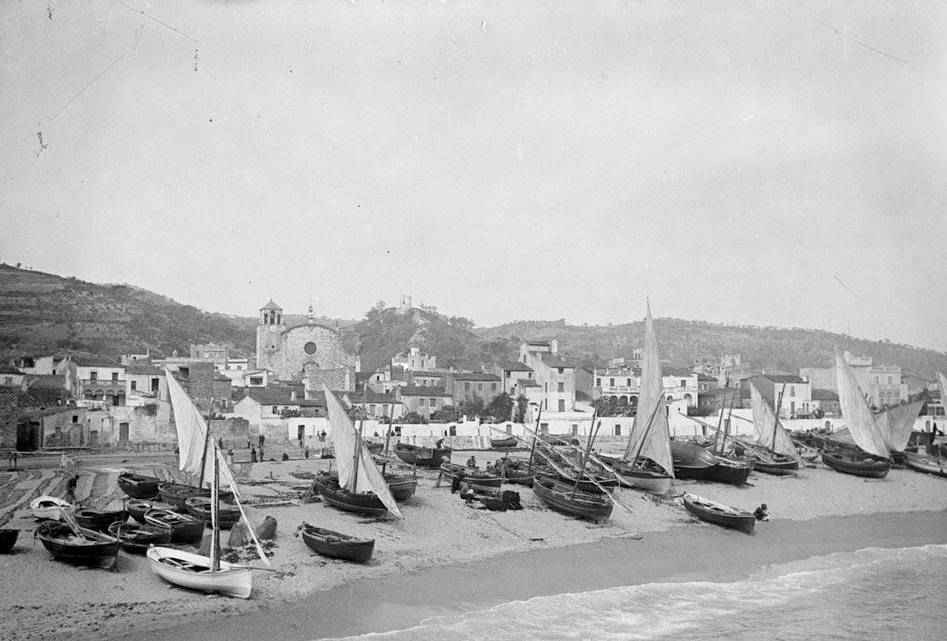
Platja de Tossa de Mar plena d'embarcacions el 1906.

"El Pelegrí" o "El Vot del poble" és una tradició popular del poble de Tossa que se celebra cada 20 de gener -diada de Sant Sebastià-, com una prometença ancestral dels habitants de la vila. Consta d'una peregrinació d'uns 40 quilòmetres entre Tossa de Mar i Santa Coloma de Farners a càrrec d'un representant del poble, el Pare Pelegrí, i de tots aquells que el vulguin acompanyar. El compliment del Vot es confirma l'endemà, quan el Pare Pelegrí torna a Tossa i és rebut per les autoritats locals, entre elles el Síndic. El Síndic és un regidor de l'Ajuntament, generalment el Primer Tinent d'Alcalde, encarregat de vetllar per tot allò que fa referència al compliment del Vot i és qui llegeix en veu alta els documents expedits per les autoritats civils i religioses de Santa Coloma de Farners, acreditant la visita del Pare Pelegrí el dia anterior.

### Orígens i llegendes
Si es té en compte els goigs que es canten a Tossa en honor de Sant Sebastià, es pot remuntar la tradició almenys fins començaments del segle xv:
A l'any mil quatre-cents, / segons diu la història fiel, / era eixa Vila empestada / per càstig exprés del cel...
La data més antiga de la qual es té constància és del 1707, i parla del Pelegrí com un costum de cada any.
Segons la tradició, quan la pesta es va abatre sobre la vila, una dona que decidí fugir rebé, a l'indret conegut com la Creu de Mas Serra, l'aparició d'un jove que li recriminà l'abandonament del culte a Sant Sebastià per part dels tossencs, resultat del qual n'era la pesta que patien. El jove feu tornar la fugitiva amb les instruccions pertinents per a fer remetre l'epidèmia: Pengeu un xai escorxat al cim de la torre i aneu en pelegrinatge a la primera ermita de Sant Sebastià que trobareu a la banda d'on el xai s'ennegreixi.
Així ho feren els tossencs: El xai s'ennegrí de la banda de ponent i cap allà marxà el poble. A Santa Coloma de Farners trobaren el primer santuari dedicat a Sant Sebastià i, en tornar, la pesta desaparegué. En record d'aquell episodi, els tossencs decidiren confirmar el pelegrinatge anualment.

### Evolució
Es creu que, en un primer moment, era tot el poble, excepte els nens, malalts i gent gran, qui realitzava el pelegrinatge. Anys després, els tossencs demanaren i reberen autorització eclesiàstica per a enviar un sol home en representació de tot el poble fins a Santa Coloma de Farners. Així va néixer la tradició del Pelegrí, la qual ha continuat fins als nostres dies.

### Requisits per a ésser Pelegrí
Els criteris relatius a les condicions que ha de reunir el candidat a Pare Pelegrí no estan establerts formalment, però pel valor de la tradició han quedat establertes unes condicions genèriques: pot ser Pelegrí tot aquell home natural de Tossa, encara que no en sigui veí. També podria ésser-ho un home no nascut a Tossa que hi portés molts anys de residència. En absència de candidats que reuneixin aquestes condicions, podria ésser Pelegrí el fill d'uns tossencs residents en un altre poble. I en casos extrems, per manca de candidats, l'Ajuntament té la potestat de contractar algú que realitzi la peregrinació.

### Elecció del Pelegrí
El procediment per a l'elecció del Pelegrí és el següent: tot aquell que ho desitja i compleix els requisits necessaris, ha de comunicar la seva voluntat bé al mossèn de la parròquia de Sant Vicenç o bé al Síndic, que ho comunicarà al mossèn. El candidat és secretament inscrit en una llista de la qual ningú, a part del mossèn, en coneix els integrants ni el nombre d'inscrits. Aquests esdevenen Pelegrins en els anys successius segons l'estricte ordre d'inscripció. Només quan li arriba el torn (poden passar anys) és informat el candidat, es diu que pels volts de Nadal, de la seva condició imminent de Pare Pelegrí. La identitat del Pare Pelegrí és mantinguda en secret fins al mateix dia de Sant Sebastià, quan és presentat, ja vestit i a punt de marxa, davant el poble a la missa matinal prèvia a la partença.

### La peregrinació a Santa Coloma

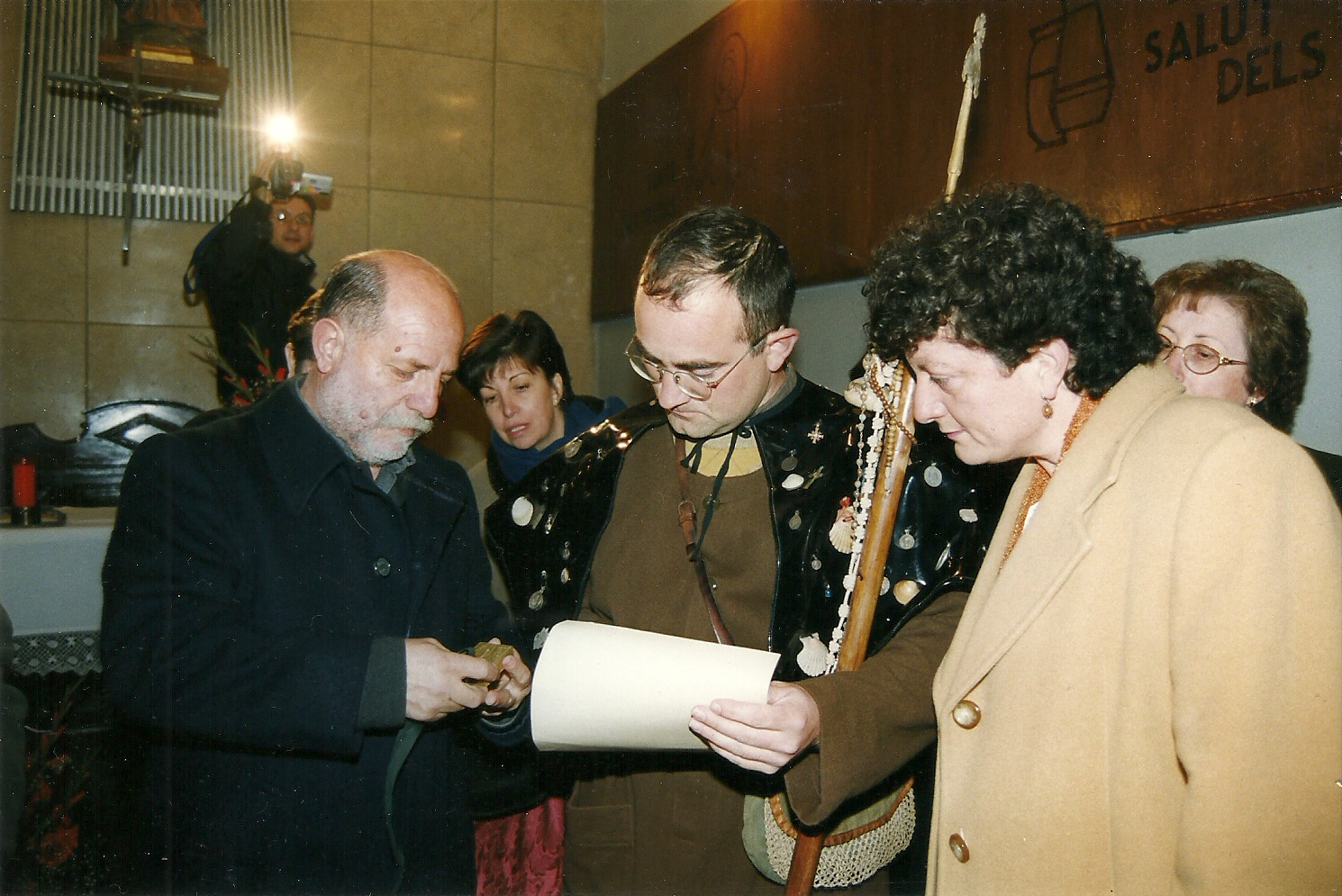
El Pare Pelegrí rebent del Síndic el durillo i el salconduit (any 2000).

La festa s'inicia el dia 20 de gener, a les set del matí, amb una missa a l'església parroquial de Sant Vicenç. És allà on es desvetlla la identitat del Pare Pelegrí, que es presenta ja vestit davant l'audiència. A continuació, una processó recorre la vila fins a la capella del Socors, on el Síndic entrega al pare Pelegrí un salconduit expedit pel consistori, una almoina simbòlica per entregar a l'ermita de Sant Sebastià de Santa Coloma i un durillo d'or (de l'època de Carles III) per a pagar, també simbòlicament, una missa en honor de Sant Sebastià.
Sense més cerimònia, inicia la marxa el Pare Pelegrí amb els seus acompanyants, alguns dels quals faran el trajecte descalços. Travessa el poble aturant-se a la casa antigament anomenada Can Sénia, a l'actual Avinguda del Pelegrí, a prendre un petit mos. Aquesta tradició pot provenir del fet que aquesta fos antigament la darrera casa del nucli urbà de Tossa. L'aturada és breu i el Pelegrí enfila tot seguit cap al collet de Terra Negra, on deixarà el terme municipal. Generalment la pujada es fa per la carretera GI-681, tot i que alguna vegada s'hi arriba per una pista forestal. A Terra Negra la comitiva s'atura a esmorzar.
Acabat el breu descans, el Pare Pelegrí s'enfila a l'anomenada Pedra del Pelegrí i, dirigint-se a tots els acompanyants, els reclama l'atenció, exclamant: “Ep! Ei! Hi som tots?”. Aquestes paraules es repeteixen tres vegades. A continuació el Pare Pelegrí, fent el senyal de la Veracreu, prega: “Que la Glòria de Déu Nostre Senyor davalli sobre Tossa i sobre tots nosaltres”. Tot seguit, s'agenolla i resa tres parenostres, en honor de sant Sebastià, sant Vicenç i l'Àngel de la Guarda. Després, s'adreça als qui l'acompanyaran, fent-los les recomanacions oportunes quant al viatge i el respectuós capteniment necessari, acabades les quals, comença la peregrinació en si, car el Pare Pelegrí abandona el terme municipal de Tossa. El viatge es realitza en silenci i oració, trencats només durant el dinar. El Pare Pelegrí esdevé la màxima autoritat de la comitiva i tothom s'hi dirigirà amb el màxim respecte. El pas de la riera de Rec Clar s'aprofita per a fer un recompte dels acompanyants, que reben del mateix Pare Pelegrí un petit testimoni acreditatiu de la seva peregrinació.
Durant tota la jornada —a voltes per carretera, a voltes per camins forestals— recorrerà la comitiva els termes municipals de Llagostera (molt breument), Caldes de Malavella, Vidreres, Sils, Riudarenes; i, finalment, Santa Coloma de Farners, on arribarà al vespre i serà rebut per les autoritats locals a la Capella de Sant Sebastià. A continuació, el Pare Pelegrí visita, també, l'església parroquial, on lliura el salconduit i l'almoina i rep els certificats de les autoritats locals, civils i religioses, acreditant el compliment del Vot. La jornada conclou amb la retirada del Pare Pelegrí al seu allotjament, que tradicionalment sempre ha estat el mateix: L'antiga fonda de Can Bou.

### El retorn a Tossa

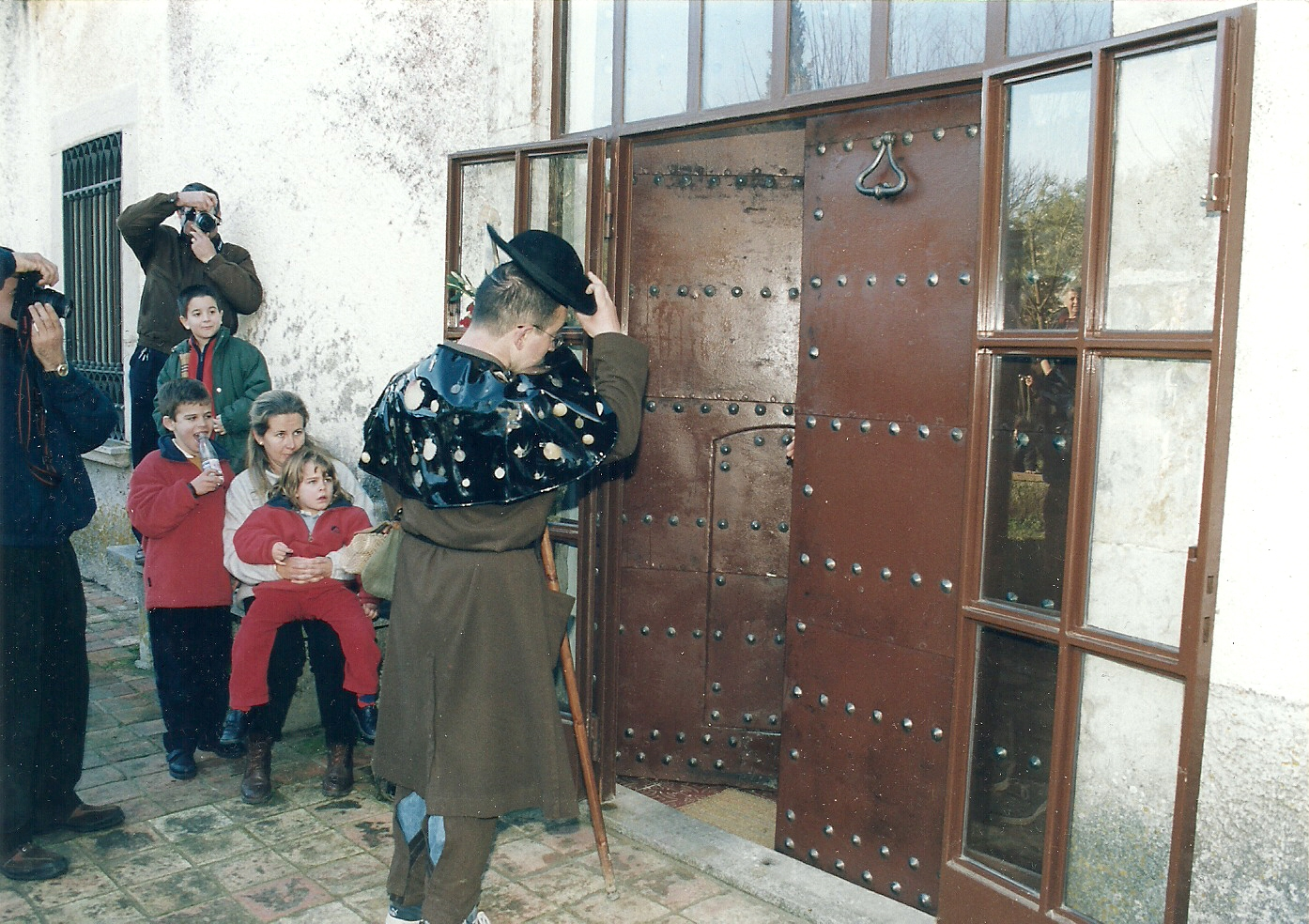
El Pare Pelegrí, a Can Noguera (any 2000).

L'endemà del compliment del Vot, a les set del matí, se celebra una missa a la Capella de Sant Sebastià, que conclou amb l'obsequi per part dels colomencs de rams de marduix i clavells al Pare Pelegrí, que s'acomiada i emprèn el camí de retorn cap a Tossa amb tots aquells que el vulguin acompanyar. Aquesta jornada de retorn, un cop complert el Vot, transcorre en un ambient molt més distès que el dia abans, sense l'obligació de guardar silenci i dedicar-se a l'oració. És costum obsequiar amb petxines marines recollides a les cales de Tossa els curiosos que s'apleguen al voltant de la comitiva.

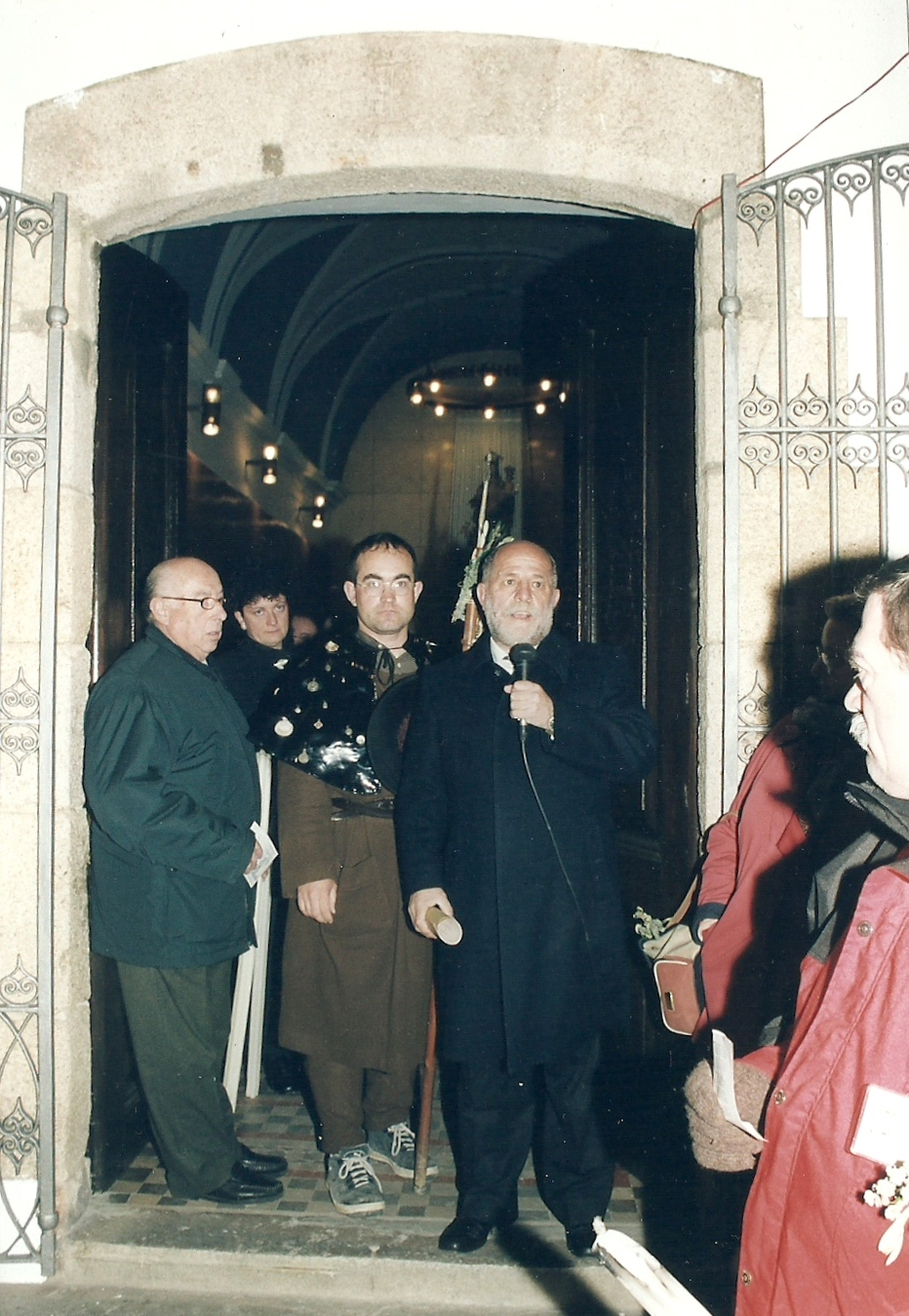
El Síndic anuncia el Compliment del Vot (any 2000).

A diferència del camí d'anada, a la tornada el Pelegrí s'atura a determinades masies a prendre algun petit refrigeri. Això probablement és un record dels temps en què es veia obligat a demanar aixopluc a causa de les circumstàncies imprevistes del camí. També s'atura breument al veïnat de Santa Seclina (Caldes de Malavella), on s'homenatja la Mare de Déu de Montserrat, patrona de Catalunya, amb la recitació d'unes lletanies en català antic i el cant del Virolai. Havent-se aturat a Can Noguera, darrera casa del terme de Caldes, el Pelegrí entra una altra vegada pel collet de Terra Negra, al terme municipal de Tossa, on no arribarà fins que sigui fosc. És tradició que, durant la baixada de Terra Negra, els acompanyants demanin oracions pels difunts de cada família. Abans d'entrar a Tossa, el Pare Pelegrí visita Can Garriga i Can Aromir. En aquesta darrera, la tradició estableix que reparteixi pinyons als acompanyants i faci una breu pregària en honor de la casa.

Una gran multitud l'espera pels carrers de la Vila, però és davant l'antic Hospital (actualment Casa de Cultura) on l'esperen les autoritats, que l'acompanyen fins a la capella del Socors. Mentrestant, ha sortit de la parròquia de Sant Vicenç una emocionant processó de tossencs que porten ciris, que s'atura quan arriba a dita capella on el Síndic examina els documents que acrediten el compliment del vot. “S'ha complert el Vot”, fa saber en veu alta. Immediatament s'entona, des del 1935, la Cançó dels Pelegrins, amb lletra de Manuel Vilà i Dalmau i música posterior de Francesc Civil i Castellví. El Pare Pelegrí, els seus acompanyants i les autoritats se sumen a la solemne processó, que recorre en silenci els carrers més antics de Tossa, passant vora les muralles de Vila Vella, que presenten de manera excepcional les teieres enceses. La processó conclou a l'església parroquial de Sant Vicenç, on el Pare Pelegrí entra solemnement, i acaba la seva tasca allà on l'havia començada.
La festa del Pelegrí és, doncs, el compromís cívic i religiós de Tossa de renovar cada any l'antiga prometença feta a Sant Sebastià. I per als tossencs i les tossenques, la dignitat de Pare Pelegrí esdevé el més gran honor; però també la més gran responsabilitat a què poden aspirar.

## Arbres de Tossa

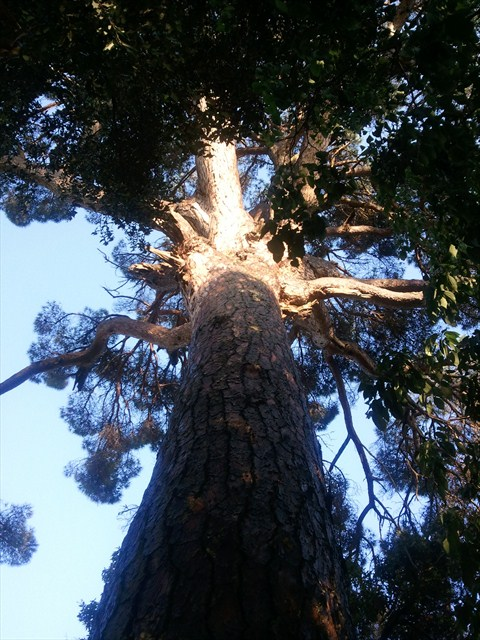
Pi Gros de can Martí.

### Pi de Can Martí
Es Pi Gros de Can Martí i Es Roure del Bon Retir són els dos únics arbres monumentals i emblemàtics de Tossa que tenen un certificat del Departament de Medi Ambient de la Generalitat de Catalunya, que els atorga oficialment una vàlua i protecció. Es Pi Gros de Can Martí és declarat Arbre d'Interès Local (Decret 47/1988). Situat al costat d'un camí de pas important, té una barana que l'envolta i una placa informativa segons la qual l'arbre té una edat de 250 anys i un perímetre de 4,25 metres, tot i que en realitat actualment ja en fa 4,36. El seu nom prové de l'antic Mas Can Martí, a l'altra banda de la riera i actualment convertit en càmping. Localització: N 41° 43.783 E 002° 55.505.

### Roure del Bon Retir
El Roure del Bon Retir té el reconeixement d'Arbre Monumental (Decret 214/1987) per part de la Generalitat de Catalunya i, tot i que està situat dins un recinte privat, és visitable. Localització: N 41° 43.747 E 002° 55.357.

### Suro d'en Botifarreta

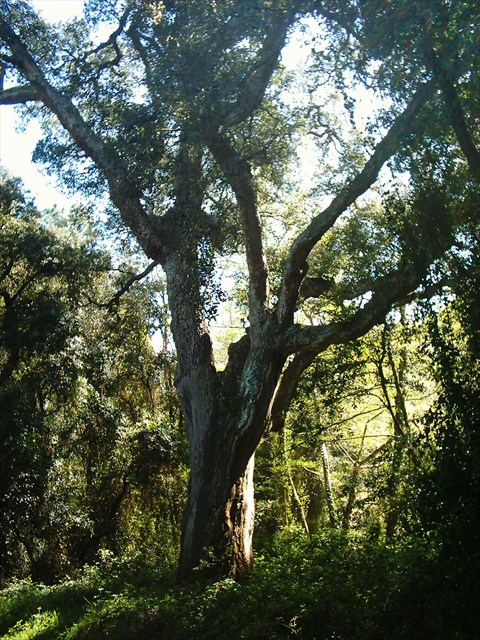
Suro d'en Botifarreta.

Gran suro, també anomenat Suro de Can Iern. És l'arbre més gros de Tossa amb un perímetre de 4,63 m, que supera fins i tot el Pi Gros de Can Martí. Forma part d'una terna de suros tossencs emblemàtics, juntament amb el Suro de La Custòdia i el Suro d'Es Pop. La curiosa denominació provindria d'un bosquetà anomenat Lluís Mas, conegut amb aquest sobrenom.

### Suro d'Es Pop
Aquest suro situat terra endins, sota Montllor, rep el seu nom, pel fet que està adherit a la gran roca de l'interior de la qual va germinar, tal com fan els pops per a passar desapercebuts. Localització: N 41° 44.781 E 002° 55.324.

### Suro de la Custòdia
El Suro de la Custòdia es troba al camí de Sant Grau d'Ardenya, un centenar de metres més amunt dels Pins del Bisbe. El seu nom prové de les tres grans branques que tenia, les quals li conferien un aspecte que recordava un canelobre o una custòdia de tres braços. Lamentablement, el seu estat actual és molt deteriorat; i ha perdut les dues branques laterals. Localització: N 41° 44.409 E 002° 56.176.

## Personatges destacats
- Manuel Vilà i Dalmau, poeta.
- Andrés Velencoso Segura, model.
- Gerard Joana i Vidal, monjo de Montserrat.
- Joan Capdevila i Oliveras, cantant del grup de rumba Catalana Rumba Tres.